# Nancyana aldeia
Nancyana aldeia är en insektsart som beskrevs av Delong 1975. Nancyana aldeia ingår i släktet Nancyana och familjen dvärgstritar. Inga underarter finns listade i Catalogue of Life.